# Derecho al olvido
El derecho al olvido o derecho de supresión es un concepto relacionado con el Habeas Data y la protección de datos personales, el derecho al honor, intimidad e imagen, así cómo el derecho de los secretos. En aplicación de este concepto, se hacen solicitudes de supresión, bloqueo o desindexación de información que se considera cierta pero obsoleta o no relevante por el transcurso del tiempo. Este concepto puede en ocasiones colisionar con la libertad de expresión e información.
El derecho al olvido o derecho de supresión, es aquel por el que los ciudadanos pueden solicitar que sus datos personales sean suprimidos cuando estos ya no sean necesarios para la finalidad con la que fueron recogidos, cuando se haya retirado el consentimiento o cuando estos se hayan recogido de forma ilícita. Además, podrá solicitar el bloqueo de los vínculos que conducen a la información en los buscadores.

## El derecho al olvido en los informes comerciales
El derecho al olvido se ha difundido ampliamente en muchos países con la cuestión de los informes crediticios. La primera norma en tratarlo fue la Fair Credit Reporting Act aprobada por el Congreso Federal en 1970 en los Estados Unidos, que admite en ciertas situaciones la eliminación de la información antigua o caduca.
De acuerdo con la legislación española, para ejercer el derecho al olvido tendremos, en primer lugar, que dirigirnos a la entidad que esté tratando nuestros datos, por ejemplo, un buscador.
En caso de que la entidad no responda a la petición realizada o consideremos que la respuesta no es adecuada, podemos solicitar a la Agencia Española de Protección de Datos que defienda nuestro derecho frente al responsable.
A su vez la Agencia podrá, de acuerdo con las circunstancias del caso concreto, estimar nuestra pretensión o no. En caso de que la decisión sea desestimatoria y no estemos conformes, podremos recurrirla ante los Tribunales.

### España
La ley española de protección de datos personales (LOPD) regula el derecho al olvido en materia de ficheros de morosos en el art. 29.4 que dispone "Sólo se podrán registrar y ceder los datos de carácter personal que sean determinantes para enjuiciar la solvencia económica de los interesados y que no se refieran, cuando sean adversos, a más de seis años, siempre que respondan con veracidad a la situación actual de aquéllos".

### Argentina
En Argentina, primero fue reconocido judicialmente en un caso destacado, le siguieron varios fallos de la cámara comercial y luego la ley de protección de datos personales lo cristalizó en el art. 26 de la ley 25.326. Luego de su expreso reconocimiento legal, el instituto se fue afianzando en la jurisprudencia. El problema aquí era claro: la gente contrae créditos, se endeuda, luego no los paga, pasan algunos años, el crédito está prescripto, el banco no puede reclamar, pero el poder de la información es más fuerte que una obligación natural, y la persona no puede obtener otro crédito porque seguía figurando como deudora. La persona tiene la opción de pagar la deuda (prescripta) para que lo borren y así poder empezar desde cero, o recurrir al derecho al olvido y eliminar la información negativa.

### Chile
De igual manera, existen limitaciones al uso de datos comerciales y financieros de los titulares de los mismos. La materia se encuentra regulada a través de la Ley N° 19.628, sobre Protección a la Vida Privada, en relación a que pueden usarse datos de morosidad bajo determinadas circunstancias sin previo consentimiento del titular.

## El derecho al olvido en Internet
La progresiva universalización de Internet, que combina una enorme capacidad de almacenaje con motores de búsqueda que permiten localizar cualquier dato en cuestión de segundos, y con extrema facilidad, puede significar el fin del olvido. La perennidad de la información implica nuevos desafíos para el Derecho, básicamente determinar si una persona puede lograr borrar el pasado. Si bien los reclamos pueden dirigirse contra el medio original (medio de prensa, sitio de internet, blog, etc.) que publica el dato o la noticia para lograr la supresión de información (o su bloqueo digital por medio de robots), lo habitual es que los titulares se dirijan confidencialmente a los buscadores (en el último informe de transparencia de Google se refleja que desde el año 2014 ha recibido 671.463 solicitudes). La privacidad y el anonimato en internet se han postulado como nuevos derechos humanos de la cuarta generación.

### Origen y evolución del derecho al olvido
El derecho al olvido es un concepto que se remonta a la definición de Louis Brandeis, quien lo describió como el derecho a estar solo, en el año 1890. Desde entonces, ha sido un tema que ha estado presente en nuestra sociedad, pero se ha vuelto más relevante en la era de internet y la web 2.0, donde cualquier persona puede publicar y obtener información personal sin apenas restricciones, lo que puede afectar a derechos como el honor, la intimidad y la privacidad. 
En 2014, el Tribunal de Justicia de la Unión Europea emitió una sentencia en el caso Google Spain c/ Agencia Española de Protección de Datos y Mario Costeja González, reconociendo el derecho de los ciudadanos europeos a solicitar que los motores de búsqueda eliminen enlaces a información personal en los resultados de búsqueda. La sentencia se basa en la idea de que las personas tienen derecho a controlar su información personal y decidir si debe ser accesible al público. 
El caso involucró a un ciudadano español que descubrió que su nombre aún estaba vinculado a un caso de subasta de inmuebles de 1998 relacionado con un embargo por deudas a la Seguridad Social, lo que podía dañar su reputación. Luego, se recurrió a la Agencia Española de Protección de Datos, y finalmente el caso llegó al TJUE, que emitió una sorprendente sentencia en la que afirmaba que los motores de búsqueda son responsables del tratamiento de los datos personales que aparecen en las páginas web publicadas por terceros. 
Finalmente, en 2016, el derecho al olvido fue objeto de una regulación más exhaustiva a nivel europeo a través de su inclusión en el artículo 17 del Reglamento (UE) 2016/679 del Parlamento Europeo y del Consejo de 27 de abril de 2016 relativo a la protección de las personas físicas en lo que respecta al tratamiento de datos personales y a la libre circulación de éstos, que entró en vigor en mayo de 2018, derogando la Directiva 95/46/CE. 

### Marco legal en España
La protección de datos personales en España se rige por la Ley Orgánica 3/2018, de Protección de Datos Personales y garantía de los derechos digitales (LOPDGDD), que establece el derecho de los ciudadanos a solicitar la eliminación o desindexación de información personal de los resultados de búsqueda de los motores de búsqueda en línea. La Agencia Española de Protección de Datos (AEPD) es el organismo encargado de garantizar el cumplimiento de la legislación de protección de datos en España. 
Sin embargo, el ejercicio de este derecho no implica la eliminación de la información de internet, sino que solo afecta a los resultados obtenidos en las búsquedas realizadas mediante el nombre de la persona. La información permanece en la fuente original y seguirá siendo accesible a través de búsquedas realizadas con palabras o términos distintos al nombre del afectado. 
La sentencia del Tribunal de Justicia de la Unión Europea de 2014 establece que es necesario realizar una ponderación caso por caso para alcanzar un equilibrio entre los diferentes derechos e intereses. En consecuencia, las solicitudes de eliminación de información que resulten de interés público o afecten a figuras públicas pueden no ser aceptadas. 
La Ley Orgánica de Protección de Datos se actualizó en 2018 para adaptarse a los cambios tecnológicos y a las reformas europeas en materia de protección de datos. La regulación del derecho al olvido se incluyó en el artículo 15 de la ley, y se agregó una regulación para los datos referidos a las personas fallecidas, permitiendo a los herederos solicitar la eliminación de información personal de los difuntos.

### ¿Cómo ejercerlo?
Para ejercer este derecho, el ciudadano debe presentar una solicitud al motor de búsqueda o sitio web que aloja la información, incluyendo una justificación del motivo por el cual se desea que se elimine o desindexe la información. 
En primer lugar, es necesario dirigirse a la entidad que está tratando los datos, en este caso el buscador. Los buscadores más comunes han habilitado formularios para recibir estas solicitudes (Google, Bing o Yahoo). Si la entidad no responde o la respuesta no es satisfactoria, el ciudadano puede interponer una reclamación ante la Agencia Española de Protección de Datos (AEPD), quien decidirá si estima o no la petición en un plazo de 6 meses.
Si la AEPD desestima la petición, se puede recurrir ante los tribunales. Si se estima la petición pero el afectado no está conforme, también se puede recurrir ante los tribunales. En ambos casos, se abre un proceso contencioso-administrativo. 
Es importante destacar que los buscadores tienen un plazo de 10 días para responder a la solicitud del ciudadano y que la normativa de protección de datos establece que es imprescindible dirigirse en primer lugar a la entidad que está tratando los datos para ejercer el derecho de supresión y, por tanto, el derecho al olvido. 

### Conflictos de interés
El derecho al olvido digital es un tema controvertido que confronta el derecho a la libertad de expresión y acceso a la información los derechos de la personalidad, como la privacidad y el honor. El derecho al olvido no es absoluto y el equilibrio entre estos derechos debe ser encontrado. El Reglamento General de Protección de Datos establece que es necesario hacer un ejercicio de ponderación entre los derechos en conflicto.
El tiempo es un factor clave en la ponderación de estos derechos, ya que la publicación de información veraz puede estar amparada por la libertad informativa en un primer momento, pero puede escapar de su ámbito de protección con el tiempo, prevaleciendo los derechos de privacidad y honor. El derecho al olvido permite a los afectados exigir la cancelación del tratamiento de sus datos personales cuando haya transcurrido un tiempo suficiente que haga inadecuada su publicación. Sin embargo, la aplicación del derecho al olvido no es tarea fácil y presenta riesgos, como la posibilidad de borrar o reescribir la historia a la medida de cada cual y la incidencia negativa sobre la transparencia que debe acompañar a toda información. Finalmente, la responsabilidad de los motores de búsqueda en el tratamiento de los datos puede convertirlos en verdaderos jueces a la hora de determinar el alcance del derecho al olvido. Estos riesgos tratan, no obstante, de ser paliados por el Reglamento General de Protección de Datos, ya que define el contenido y los límites del derecho al olvido. 
En conclusión, el derecho al olvido digital es un derecho controvertido que busca equilibrar la protección de la privacidad y el honor de las personas con el derecho a la libertad de expresión y acceso a la información, pero su aplicación debe ser cuidadosa para evitar la distorsión de la realidad y la afectación a otros derechos fundamentales. 

### Perspectivas futuras
Una de las perspectivas futuras más importantes para el derecho al olvido es la necesidad de una mayor regulación y aplicación efectiva de las leyes relacionadas con la privacidad y la protección de datos en internet. 
El derecho al olvido en internet tiene un origen doctrinal y jurisprudencial, al margen de la discusión acerca de su naturaleza como derecho autónomo o como concreción de los clásicos derechos «ARCO» en materia de protección de datos. El Reglamento General de Protección de Datos de la Unión Europea, que entró en vigor el 25 de mayo de 2018, ha establecido el derecho al olvido en su artículo 17. Este Reglamento ha sido creado en respuesta a los desafíos que la evolución tecnológica y la globalización han presentado a la protección de datos personales en la Unión Europea. 
El artículo 17 del Reglamento General de Protección de Datos establece tres apartados: el primero de los cuales reconoce el derecho al olvido y establece los casos en los que se puede ejercer, el segundo apartado establece la obligación del responsable del tratamiento de los datos personales ante el ejercicio válido del derecho al olvido, y el tercer apartado especifica los casos en los que el derecho al olvido no se justifica. 
El derecho al olvido puede ejercerse cuando los datos personales ya no son necesarios para los fines para los que se recogieron o se trataron, cuando el interesado retira el consentimiento, cuando los datos se trataron ilegalmente, cuando se requiere por ley, y cuando el interesado se opone al tratamiento por razones legítimas. El responsable del tratamiento de los datos debe eliminar los datos personales identificados en la reclamación "sin dilación", así como tomar medidas razonables para informar a los responsables que estén tratando los datos personales de la solicitud de eliminación de cualquier enlace a esos datos personales o cualquier copia o réplica de ellos. Hay excepciones, como cuando el tratamiento es necesario para ejercer el derecho a la libertad de expresión, para cumplir una obligación legal o para fines de archivo, investigación científica o histórica o fines estadísticos. 

## Reconocimiento

### Google y la Unión Europea
En el artículo 12 de la Directiva 95/46/CE, la Unión Europea dio una base jurídica a la protección de las personas en Internet. En 2012, la Comisión Europea divulgó un proyecto de Reglamento General de Protección de Datos (RGPD) para sustituir a la Directiva, que incluía una protección específica en el derecho al olvido en el artículo 17. El derecho al olvido fue sustituido por un derecho de supresión más limitado en el artículo 17 de la versión del RGPD que fue aprobada por el Parlamento Europeo en marzo de 2014 y que se convirtió en legislación de la Unión Europea en abril de 2016.
Para ejercer el derecho al olvido y solicitar la eliminación de un motor de búsqueda, hay que rellenar un formulario a través del sitio web del motor de búsqueda. El proceso de solicitud de eliminación de Google requiere que el solicitante identifique su país de residencia, su información personal, una lista de las URL que desea eliminar junto con una breve descripción y, en algunos casos, adjuntar una identificación legal. El solicitante recibe un correo electrónico de Google confirmando la solicitud, pero esta debe ser evaluada antes de que se apruebe su eliminación. Si se aprueba la solicitud, las búsquedas que utilicen el nombre de la persona dejarán de aparecer en los resultados de búsqueda. El contenido sigue en línea y no se borra. Una vez atendida la solicitud, su equipo de eliminación la revisa, sopesando "el derecho a la privacidad de la persona y el derecho a saber del público", y decidiendo si el sitio web es "inadecuado, irrelevante o ha dejado de ser pertinente, o excesivo en relación con los fines para los que se procesó". Google ha formado un Consejo Asesor compuesto por varios profesores, abogados y funcionarios gubernamentales de toda Europa para proporcionar directrices para estas decisiones. Sin embargo, el proceso de revisión sigue siendo un misterio para el público en general. Las directrices establecidas por los reguladores de la Unión Europea no se publicaron hasta noviembre de 2014, pero Google empezó a tomar medidas al respecto mucho antes, lo que (según un autor) le permitió "moldear la interpretación a [sus] propios fines". En mayo de 2015, ochenta académicos pidieron más transparencia a Google en una carta abierta.
El formulario pide a los usuarios que seleccionen uno de los veintiocho países que componen la Unión Europea, así como Islandia, Liechtenstein, Noruega y Suiza. "El formulario permite a un individuo o a alguien que represente a un individuo presentar una solicitud" para la eliminación de cualquier URL que se considere que viola la privacidad del individuo. Independientemente de quién presente el formulario, debe haber algún tipo de identificación con foto de la persona para la que se presenta el formulario. Esto sirve como prueba de que la persona para la que se ha hecho la solicitud está de hecho de acuerdo.
Si Google rechaza una solicitud de desvinculación de material, los europeos pueden apelar a su agencia local de protección de datos. Hasta mayo de 2015, la Agencia de Protección de Datos británica había tratado 184 reclamaciones de este tipo, y había anulado la decisión de Google en aproximadamente una cuarta parte de ellas. Si Google no cumple una decisión de la Agencia de Protección de Datos, puede enfrentarse a acciones legales.
En julio de 2014, en las primeras fases del esfuerzo de Google por cumplir con la sentencia judicial, los expertos jurídicos cuestionaron si las ampliamente publicitadas supresiones de Google de una serie de artículos de noticias violaban la Directiva de Protección de Datos del Reino Unido y de la UE, ya que al aplicar la Directiva, Google debe sopesar el daño a la persona que hace la solicitud frente a cualquier interés público en que la información esté disponible. De hecho, Google reconoció que algunas de sus eliminaciones de resultados de búsqueda, que afectaban a artículos de interés público, eran incorrectas, y restableció los enlaces una semana después. Comentaristas como Charles Arthur, editor de tecnología de The Guardian, y Andrew Orlowski, de The Register, señalaron que Google no está obligado a cumplir con las solicitudes de eliminación en absoluto, ya que puede remitir las solicitudes al comisionado de información del país correspondiente para que tome una decisión sopesando los méritos respectivos del interés público y los derechos individuales.
Google notifica a los sitios web que tienen URL desvinculadas, y varias organizaciones de noticias, como la BBC, han publicado listas de artículos desvinculados. Los denunciantes han sido nombrados en los comentarios de las noticias en relación con esas desvinculaciones. En agosto de 2015, la Agencia Británica de Protección de Datos emitió una medida de ejecución en la que exigía a Google que desvinculara algunos de estos artículos más recientes de las búsquedas del nombre de un denunciante, después de que Google se negara a hacerlo. Google complied with the request. Algunos académicos han criticado a las organizaciones de noticias y a Google por su comportamiento.
En julio de 2015, Google reveló accidentalmente datos sobre las desvinculaciones que "muestran que el 95% de las solicitudes de privacidad de Google son de ciudadanos que quieren proteger su información personal y privada, y no de delincuentes, políticos y personajes públicos".
Esta filtración de datos provocó graves consecuencias sociales para Google, ya que el público expresó su indignación y temor por la información que se había hecho pública recientemente. Aunque sólo el 5% de las solicitudes fueron realizadas por delincuentes, políticos y personajes públicos, el contenido eliminado fue lo que más miedo provocó. En concreto, una de las solicitudes de eliminación de datos fue la de un médico británico que pedía que se eliminaran 50 enlaces sobre procedimientos médicos fallidos en el pasado. Google accedió a eliminar tres resultados de búsqueda que contenían su información personal. El público expresó su indignación afirmando que la eliminación de dicha información puede ser utilizada para la manipulación y podría llevar a personas inocentes a tomar decisiones desinformadas. Google respondió a la indignación del público diciendo que, al eliminar contenidos, tiene en cuenta tanto el derecho de la persona como el interés público.
La Unión Europea ha presionado para que Google implemente las desvinculaciones solicitadas por los ciudadanos de la Unión Europea no sólo en las versiones europeas de Google (como en google.co.uk, google.fr, etc.), sino en google.com y otros subdominios internacionales. Los reguladores quieren que se aplique la desvinculación para que no se pueda eludir la ley de ninguna manera. Google ha rechazado la exigencia de la Agencia Francesa de Protección de Datos de aplicar el derecho a nivel internacional. Debido en parte a su negativa a cumplir con la recomendación del consejo regulador de la privacidad, Google se ha convertido en objeto de una investigación antimonopolio de cuatro años de duración por parte de la Comisión Europea. En septiembre de 2015, la Agencia Francesa de Protección de Datos desestimó el recurso de Google.
La Agencia Francesa de Protección de Datos recurrió a los tribunales de la Unión Europea para pedir que se actuara contra Google por no desvincular sus servidores mundiales. En septiembre de 2019, el Tribunal de Justicia de la Unión Europea emitió su decisión, determinando que Google no está obligado a desvincular en los sitios externos a la Unión Europea, concluyendo que "Actualmente, no existe ninguna obligación, en virtud de la legislación de la Unión Europea, de que un operador de motores de búsqueda que acceda a una solicitud de desreferenciación formulada por un interesado... lleve a cabo dicha desreferenciación en todas las versiones de su motor de búsqueda".
En septiembre de 2015, el sitio más desvinculado es www.facebook.com. Tres de los sitios propios de Google, groups.google.com, plus.google.com y www.youtube.com se encuentran entre los diez sitios más desvinculados. Además de Google, Yahoo y Bing también han puesto en marcha formularios para realizar solicitudes de desvinculación.
En septiembre de 2019, el Tribunal de Justicia de la Unión Europea dictaminó que el Derecho al Olvido no se aplicaba fuera de sus estados miembros. La sentencia significaba que Google no tenía que borrar los nombres de las personas de todas sus versiones internacionales.

### España
En mayo de 2014, el Tribunal de Justicia de la Unión Europea falló en contra de Google en el caso Costeja, un caso presentado por un español, Mario Costeja González, que solicitaba la retirada de un enlace a un artículo digitalizado de 1998 en el periódico La Vanguardia sobre una subasta de su vivienda embargada, por una deuda que posteriormente había pagado. Inicialmente, intentó que se retirara el artículo mediante una reclamación ante la Agencia Española de Protección de Datos, que rechazó la demanda por considerarla lícita y precisa, pero aceptó una reclamación contra Google y le pidió que retirara los resultados. Google demandó en la Audiencia Nacional, que remitió una serie de cuestiones al Tribunal de Justicia de la Unión Europea. El tribunal dictaminó en el caso Costeja que los motores de búsqueda son responsables del contenido al que apuntan y, por tanto, Google estaba obligado a cumplir la legislación de la Unión Europea en materia de privacidad de datos. Sólo en su primer día de cumplimiento (30 de mayo de 2014), Google recibió 12.000 solicitudes de eliminación de datos personales de su motor de búsqueda.

## Casos relacionados a nivel internacional

### México

#### Caso Sánchez de la Peña contra Google México
El empresario Carlos Sánchez de la Peña procura la eliminación de información sobre su persona, solicitándolo inicialmente a Google México. El principal pedido de eliminación es de 2014, sobre una nota periodística (de 2007) de Revista Fortuna sobre corrupción que lo implicaba. Ante el rechazo de Google, consigue en enero de 2015 una resolución administrativa a su favor, que ordena la remoción de enlaces a Google. La revista, a través de la Red en Defensa de los Derechos Digitales, inicia una serie de procesos judiciales que culmina en marzo de 2016 a favor de la revista, solicitando una nueva resolución, esta vez respetando el derechos de audiencia de Revista Fortuna y velando por la libertad de expresión.

### Colombia

#### Caso de la señora Gloria y la Casa Editorial El Tiempo (Corte Constitucional, Sentencia 277 del 2015)
En 2015, la Corte Constitucional de Colombia se pronunció sobre una acción de tutela impuesta por una agente de viajes conocida como Gloria, quién alegaba la violación a varios de sus derechos fundamentales, como producto de una publicación hecha por la CasaEditorial el Tiempo el 29 de agosto de 2000 titulada ¨Empresa de trata de Blancas¨. En dicho caso, se evidenció claramente un conflicto entre la libertad de expresión y la honra y buen nombre.
La señora Gloria, se vio involucrada en el caso por unos tiquetes aéreos que había vendido, y que presuntamente estaban unidos con una banda de Trata de Blancas. Cuando se empezó la investigación, se llegó a la conclusión que ella era inocente, después del vencimiento de términos. Su problema no acabó ahí, ya que después del incidente y de la noticia publicada por El Tiempo, se le vieron violados sus derechos a la honra y al buen nombre; al la noticia seguir publicada.
Ella inició el conducto regular, y le solicitó en el 2012 a El Tiempo que eliminara la noticia, ya que ella era inocente, y su dignidad y profesión se estaban viendo en conflicto, interponiendo una tutela en el 2013 revisada por la Magistrada María Victoria Calle Correa, y los Magistrados Mauricio González Cuervo y Luis Guillermo Guerrero Pérez.
La corte dictaminó, que se debía quitar de Google por medio de metatags, la noticia cuando se buscaba; aunque esta todavía podía permanecer en línea, no con el mismo fácil acceso de antes. Esto se generó,  para que se pudiera neutralizar el libre acceso a la noticia. A su vez, se llegó a la conclusión de que no se podría otorgar este derecho a personajes públicos, en la medida de que estos pueden ser objeto de crítica de acuerdo a sus gestiones en el desempeño de sus respectivos cargos públicos, ni a las personas que habían cometido crímenes de lesa humanidad o violaciones a los derechos humanos. 
Respecto a este caso, se considera, que a la señora Gloria si se le debió otorgar el Derecho al Olvido, porque al no poderse comprobar que esta estuviera involucrada en la Trata de Blancas, ésta debía ser liberada de toda pena. Se considera importante la opinión de la FLIP (Fundación para la Libertad de Prensa), los cuales consideran que el fallo de la corte, no debería haber permitido el derecho al Habeas Data en este caso, al ser un tema que está estrechamente relacionado con crímenes de lesa humanidad.

#### Sentencia T-020/2014 (Colombia)
La Corte Constitucional se pronuncia frente a una tutela impuesta por una mujer en busca de la protección de sus derechos fundamentales al habeas data, ya que argumenta que debido a la información postulada en la página web de la Corte Suprema de Justicia sobre el proceso legal de la condena que se le impuso (la cual ya fue resarcida y cumplida), se han vulnerado sus derechos a la dignidad humana, la igualdad, intimidad, honra y buen nombre, además de estar siendo discriminada en el ámbito laboral. El objetivo principal de la accionante, consistía en que dicha información fuese eliminada, “lo cual fue negado en primera instancia con fundamento en el deber de publicidad de las sentencias , en los términos de los artículos 74 y 228 de la Constitución Política”.
En cuanto a las decisiones por parte de La Relatoría de la Sala de Casación Penal de la Corte Suprema de Justicia y de la Presidencia de la Corte Suprema de Justicia es importante tener en cuenta que; la primera instancia mencionada se opuso a las pretensiones de la demanda, teniendo en cuenta el artículo 64 de la Ley 270, el cual garantiza el acceso a los procesos legales de la administración de justicia. Añadiendo que, “la recolección, almacenamiento y circulación de ciertas manifestaciones de la información resultan legítimas, siempre y cuando no se trate de una injusta intromisión en la esfera privada de las personas”. En segundo lugar, se tuvo en consideración la sentencia C-1114 de 2003 donde se desarrolla el principio de publicidad de los actos de la administración de justicia. Finalmente, dicha Sala establece que no existe una vulneración a los derechos de la accionante, debido a que la información postulada no es falsa o errónea. Igualmente, la contestación de la Presidencia de la Corte Suprema de Justicia se opuso a las pretensiones de la demanda. Como consecuencia de lo mencionado, el juez de instancia considera que la publicación de las providencias en la página web de la Rama Judicial sigue un deber constitucional y legal. 
Sin embargo, se menciona que de acuerdo al artículo 15 de la Constitución Política se contempla como derecho fundamental, la facultad de las personas de conocer, actualizar y rectificar las informaciones que sobre ellas se hayan recogido en bases de datos y archivos de entidades públicas y privadas. No obstante, dicho derecho fue conformando un carácter autónomo, sustentado por la sentencia SU-458 de 2012 donde se establece el “habeas data como derecho autónomo y como garantía”.
En cuanto a la naturaleza y funciones de los antecedentes judiciales y del certificado judicial, el Tribunal considera que si la información ya no es requerida por autoridad judicial alguna, el formato utilizado no puede permitir que se identifique si la persona tiene o no antecedentes penales. Por consiguiente, “…la finalidad que cumple esta información, no es posible predicar de ella el denominado derecho al olvido, por lo que el dato siempre seguirá existiendo pero con la carga de no poder circular de forma masiva, en cumplimiento de los principios de finalidad, necesidad y circulación restringida que identifican el derecho al habeas data” (T-020/2014).
Continuamente, se trae a colación los puntos de encuentro entre el habeas data y las sentencias judiciales, concluyendo que la publicación de sentencias judiciales corresponde meramente a fines pedagógicos e informativos sobre los procesos legales que están siendo llevados a cabo. No obstante, el acceso a dicha información y los datos personales del contenido están sometidos a los principios legales administrativos con miras de proteger el derecho a la intimidad, derecho al trabajo o la reinserción de la persona en la sociedad, es decir, con los parámetros legales establecidos se asegura que no se revelen datos que expongan la identificación de las personas en cuestión. 
Por lo tanto, la corte resolvió revocar la sentencia proferida el 4 de julio de 2013 por la Sala de Decisión de Tutelas de la Sala de Casación Penal de la Corte Suprema de Justicia, que denegó el amparo solicitado por la señora XX contra la Sala Plena de la Corte Suprema de Justicia. En su lugar, por las razones expuestas en esta providencia, se concede el amparo de su derecho fundamental al habeas data, en lo que respecta a la protección de los principios de finalidad y circulación restringida. Además, ordena a la Relatoría de la Sala de Casación Penal de la Corte Suprema de Justicia, que en un plazo máximo de ocho (8) días contados a partir de la notificación de esta sentencia, respecto de los soportes de la Rama Judicial, reemplace o sustituya de las versiones que se encuentra publicadas en internet de la sentencia proferida por la Sala de Casación Penal de la Corte Suprema de Justicia del 15 de noviembre de 2000, el nombre de la accionante, por una sucesión de letras o números que impidan su identificación.

### Brasil

#### Caso Xuxa o Maria das Graças Meneghel
El Supremo Tribunal de Justicia de Brasil (STJ) fallo a favor de Google en un proceso instaurado por la famosa presentadora de televisión «Xuxa» en el cual le exigía al buscador que borrara una película en la cual sostenía relaciones sexuales con un menor de 12 años.
La resolución tiene como fundamento que los buscadores no pueden actuar como jueces ante solicitudes de eliminación de información, ni podrán otorgárseles responsabilidades adicionales al proveedor de información. la responsabilidad que tiene un proveedor frente al contenido es de desindexar los resultados de búsqueda cuando un individuo reclama con éxito el derecho al olvido
De modo que la justicia brasileña concluyó que el buscador no es el responsable de eliminar el contenido, a pesar de haberse presentado la solicitud formas con base en fundamentos legales ( alejándose del criterio establecido en la Unión Europea) en este mismo orden de ideas, predico que “No podemos interferir con el buscador porque de lo contrario perderemos el contexto de la información. No podemos establecer la responsabilidad del proveedor. El contenido seguirá presente, pero cuando un proveedor enlace a un lugar donde están las fotografías, entonces este otro proveedor será responsable”. De modo que el proveedor de la información y las personas a las que va dirigido tal información son los que deben responder por el contenido que publiquen.